# Billy Lynn's Long Halftime Walk
Billy Lynn's Long Halftime Walk (br: A Longa Caminhada de Billy Lynn) é um filme anglo-americano-chinês. Um drama de guerra dirigido por Ang Lee e escrito por Jean-Christopher Castelli, baseado no romance de mesmo nome por Ben Fountain. As estrelas de cinema Kristen Stewart, Garrett Hedlund, Vin Diesel, Steve Martin e Chris Tucker fazem parte do elenco que tem como protagonista o ator estreante Joe Alwyn. O filme começou a ser gravado em abril na Georgia e está previsto para ser lançado em 11 de novembro de 2016 pela Sony Pictures Entertainment.
O filme terá sua estréia mundial na 54ª Festival de Cinema de Nova York em 14 de outubro de 2016. Foi todo filmado em 3D, 4K e 120 frames por segundo, uma nova tecnologia que promete trazer uma imagem muito mais nítida para o espectador, evidenciando detalhes e características na fotografia que não podem ser notadas no formato convencional de 24 frames.

## Enredo
Billy Lynn (Joe Alwyn) é um jovem soldado de 19 anos, que consegue sobreviver, junto de seus colegas de exército, a um tiroteio no Iraque em 2005. Para recompensá-los, o então presidente George W. Bush leva toda a tropa de volta aos Estados Unidos para um "tour da vitória" no Texas Stadium e a tempo de receberem uma homenagem no intervalo de um jogo de futebol americano, na época do Dia de Ação de Graças. Logo após a festa, no entanto, Billy e os outros militares são enviados de volta ao Iraque.

## Elenco
- Joe Alwyn - Billy Lynn
- Kristen Stewart - Kathryn Lynn
- Chris Tucker-  Albert
- Garrett Hedlund -  Sgt. David Dime
- Vin Diesel - Shroom
- Steve Martin - Norm Oglesby
- Arturo Castro - "Mango" Montoya
- Ben Platt - Josh
- Deirdre Lovejoy - Denise Lynn
- Tim Blake Nelson - Wayne Foster
- Makenzie Leigh- Faison Zorn
- Beau Knapp - Crack
- Ed Callais - Pedestrian
- Barney Harris - Sykes
- Bruce McKinnon - Ray Lynn
- Laura Lundy Wheale - Patty Lynn
- Astro - Lodis
- Allen Daniel - Major Mac
- Deena Dill - Anchor Woman / Dina
- Randy Gonzalez -Hector
- Matthew Barnes - Travis

## Roteiro
O drama de guerra é uma adaptação do romance homônimo do escritor Ben Fountain. Simon Beaufoy (de 'Quem Quer Ser Um Milionário?' e '127 Horas') escreveu a primeira versão do roteiro de billy lynn movie, que foi revisado por Jean-Christopher Castelli.

## Produção
Uma produção cinematográfica da Film4 em colaboração com a TriStar Sony Pictures. Também envolvido na produção esta o Grupo da China Bona Film and Studio 8, que é apoiado pelo conglomerado chinês Fosun  . Ang Lee é o diretor do filme  . Em 25 de fevereiro de 2015 , o ator estreante Joe Alwyn foi escalado para estrelar  o papel principal como Billy Lynn no filme .  no mesmo dia, revelou-se que o diretor estava mostrando interesse em lançar Garrett Hedlund para um outro papel importante no filme . Steve Martin também foi escalado em 03 de março de 2015, para estrelar como Norm Oglesby .  Hedlund foi confirmado em 06 de março de 2015, para jogar Sergeant Dime, o líder dinâmico da equipe Bravo Company . Beau Knapp foi adicionado em 13 de Março, 2015, para jogar crack, um homem com tendências violentas .  Kristen Stewart foi adicionada ao elenco em 01 de abril de 2015, para desempenhar o papel de Kathryn, irmã mais velha de Billy . no mesmo dia, Ben Platt também foi adicionado ao elenco para jogar Josh, o trabalhador da organização Dallas Cowboys e a pessoa encarregada do Bravo Plantel no estádio de futebol . Vin Diesel e Chris Tucker foram definidos em 08 de abril de 2015, para estrelar o filme como Shroom e Albert . 

## Filmagens
As filmagens começaram na segunda semana de abril de 2015, em Locust Grove, Georgia . As filmagens continuaram  em Atlanta e em Marrocos .  Ang Lee confirmou na CinemaCon que o filme será rodado 120 quadros por segundo, que é a mais alta taxa de quadros de um filme até à data. Em 14 de Maio de 2015, as filmagens aconteceram no AmericasMart no centro de Atlanta  . 

## Estréia
O filme está programado para ser lançado em 11 de novembro de 2016, pela TriStar Pictures em 3D . 
Em 22 de agosto, 2016, foi anunciado que o filme terá sua estréia mundial no Festival de Cinema 54 New York . 
Tem lançamento agendado pela Sony Pictures Brasil para o dia 19 de janeiro de 2017. 